# Eisenbahnunfall von Parli
Bei dem Eisenbahnunfall von Parli Vaijanath wurde am 24. April 1998 ein im Bahnhof Parli Vaijanath, in Parli, im indischen Bundesstaat Maharashtra, stehender Zug von entlaufenen Güterwagen getroffen. Bei dem Unfall starben 24 Menschen.

## Ausgangslage
Der Schnellzug von Manmad nach Kachiguda hatte in Parli Vaijanath gehalten. Auf der vor ihm liegenden Strecke, einer Steigung, war ein Güterzug unterwegs.

## Unfallhergang
Von diesem Güterzug lösten sich die 15 letzten Güterwagen und rollten rückwärts wieder in den Bahnhof Parli Vaijanath hinein. Durch die entsprechende Weichenstellung trafen diese Wagen auf den dort stehenden Schnellzug, von dem einige Personenwagen schwer beschädigt wurden.

## Folgen
Bei dem Unfall starben 24 Menschen, darüber hinaus wurden 32 verletzt.